# Maruyama-Shijō-Schule

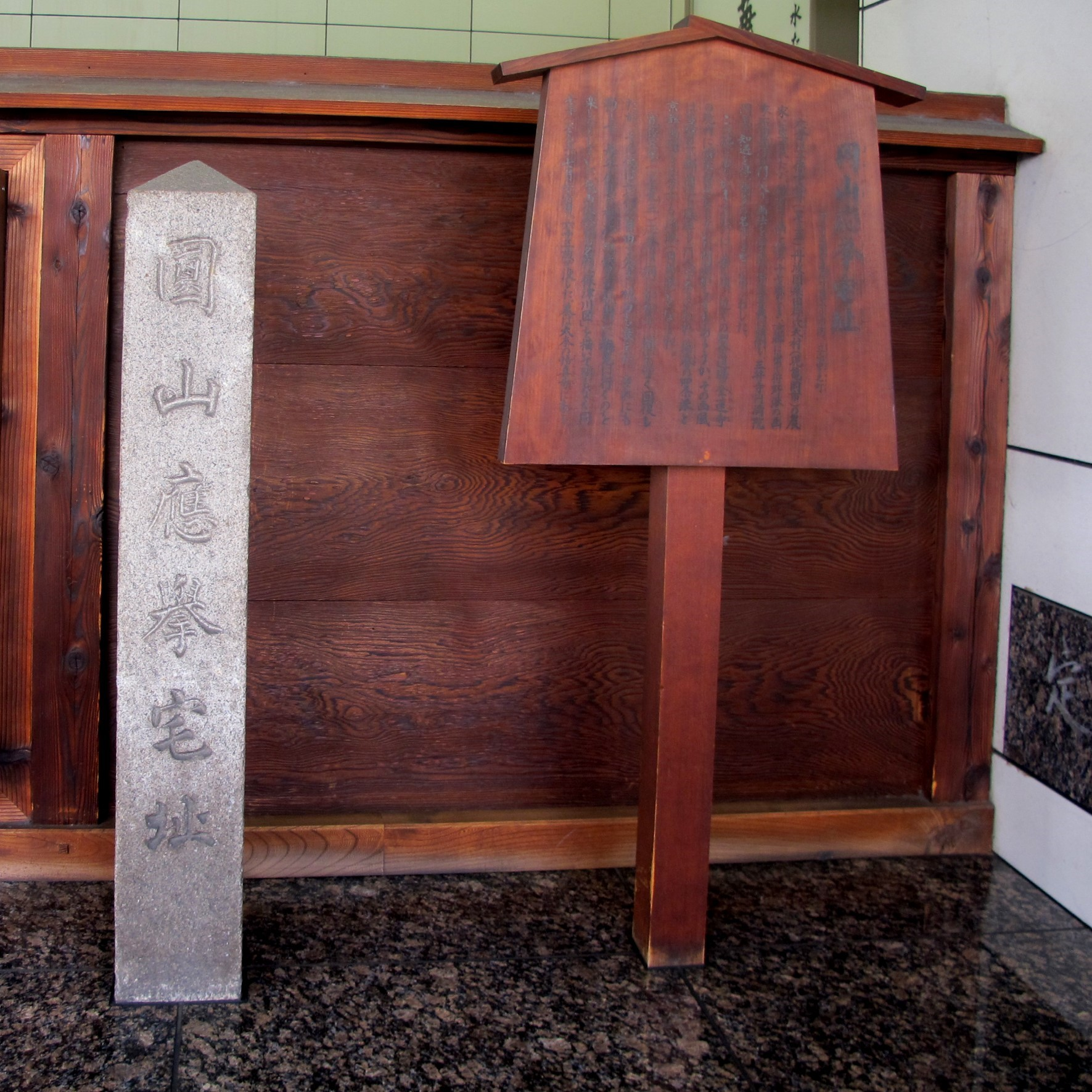
Maruyama Gedenkstein an der Shijō-Straße

Die Maruyama-Shijō-Schule (japanisch 円山・四条派 Maruyama-Shijō-ha), benannt nach ihrem bedeutenden Vertreter Maruyama Ōkyo und Shijō, der 4. Großen Ostwest-Straße in Kyōto wegen ihrer Ateliers, begründete im 18. Jahrhundert eine westlich-realistische Darstellungsweise innerhalb der japanischen Malerei.

## Einleitung
Bis in das 17. Jahrhundert war die japanische Malerei gekennzeichnet durch eine eigenständige japanische Entwicklung: Yamato-e und Tosa-Schule auf der einen Seite und durch eine Stilrichtung, die durch den chinesischen Einfluss bestimmt war, repräsentiert durch die Kanō-Schule.
Nachdem der Shōgun um 1710 das Studium westlicher Bücher (soweit sie keinen christlichen Inhalt hatten) erlaubte, orientierten sich Künstler wie Maruyama Ōkyo (1730–1795) und Matsumura Gekkei (1752–1811), der als Goshun signierte, an Beispielen westlicher Malerei, die über die holländische Niederlassung Dejima in Nagasaki nach Japan gelangt waren. Auch die Kishi-Schule mit Ganku (1749–1839) als Begründer gehört zu dieser Richtung.

## Zum Stil
Während die japanische Malerei bis ins 18. Jahrhundert die Fläche betonte und auf Licht und Schatten verzichtete, strebte Maruyama – angeregt durch Abbildungen in den nun zugänglichen westlichen Büchern − eine mehr realistische Darstellungsweise an. Dazu gehörte die Darstellung der Tiefenperspektive in sogenannten Brillen-Bildern (眼鏡絵 megane-e), für die man auch holländische Guckkästen benutzte.
Ein anderer Antrieb kam von der Weiterentwicklung der herkömmlichen Kräuterkunde (本草学 honzō-gaku) mit ihrem engen Bezug zur Heilung von Krankheiten und zur allgemeinen Botanik, also zur Erfassung aller Pflanzen in ihrer Eigenart, auch gerade durch realistische malerische Darstellung.

## Die Schulen
Zu Maruyamas Schülern gehörte sein Sohn Ōzui (丸山 応瑞; 1766–1829), sein begabtester Nachfolger Nagasawa Rosetsu, Watanabe Nangaku, Komai Genki (駒井 源琦; 1747–1797), Mori Tetsuzan (森 徹山; 1775–1841), Nishiyama Nantei (西山 楠亭; 1775–1834), Yamaguchi Soken (山口 素絢; 1759–1818), Yoshimura Kōkei (吉村 孝敬; 1769–1836), Oku Bummei (奥 文鳴; 1773–1813), der Mönch Gessen (月僊;1741–1809), Yamaato Kakurei (山跡 鶴嶺; Lebensdaten unbekannt) und andere.
Zur Shijō-Schule gehören Matsumura Gekkei, der sich nach chinesischer Art auch einfach Goshun (呉春) nannte. Er zählte zu den besten Schülern des Yosa Buson, schloss sich dann aber der Maruyama-Richtung an. Weiter gehören dazu sein jüngerer Halbbruder Matsumura Keibun, weiter Shibata Gitō (柴田 義董; 1780–1819), Okamoto Toyohiko (1773–1845), Oda Kaisen (小田海僊) und andere.
Zur Kishi-Schule gehören neben dem Begründer Ganku (岸駒) sein Sohn, Gantai (岸岱), sein Enkel Renzan (連山) und weitere Nachfolger.

## Bilder

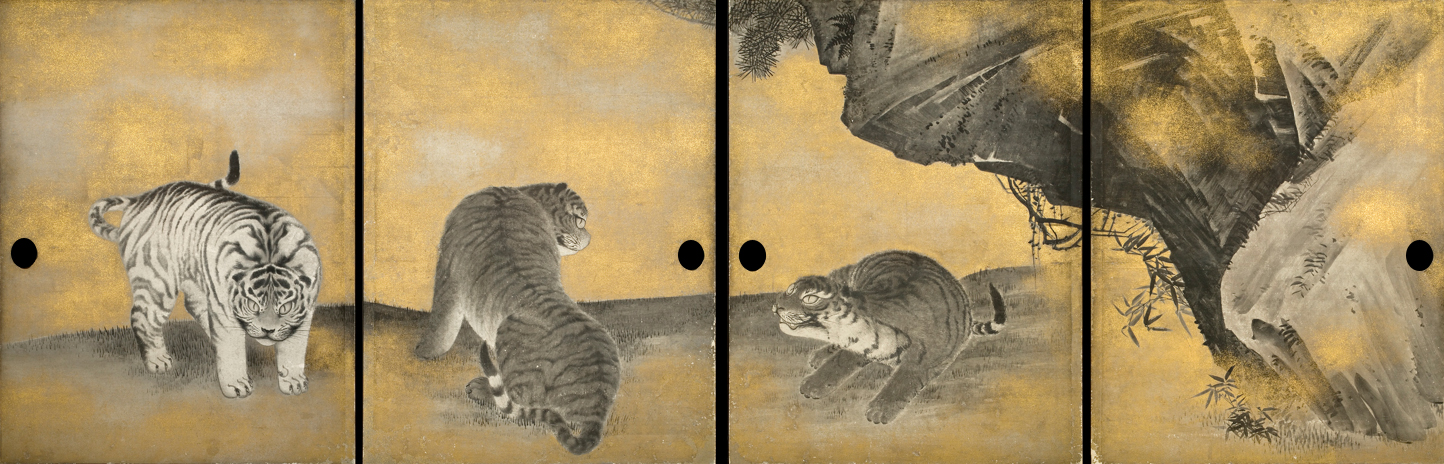
Okyo: Schiebetüren (Kotohira-Schrein)
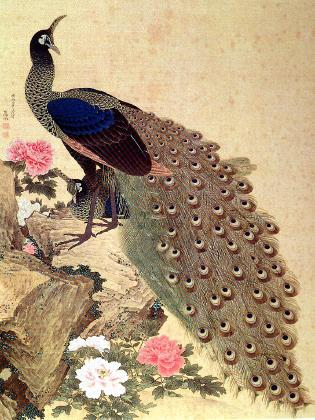
Rosetsu: Pfau
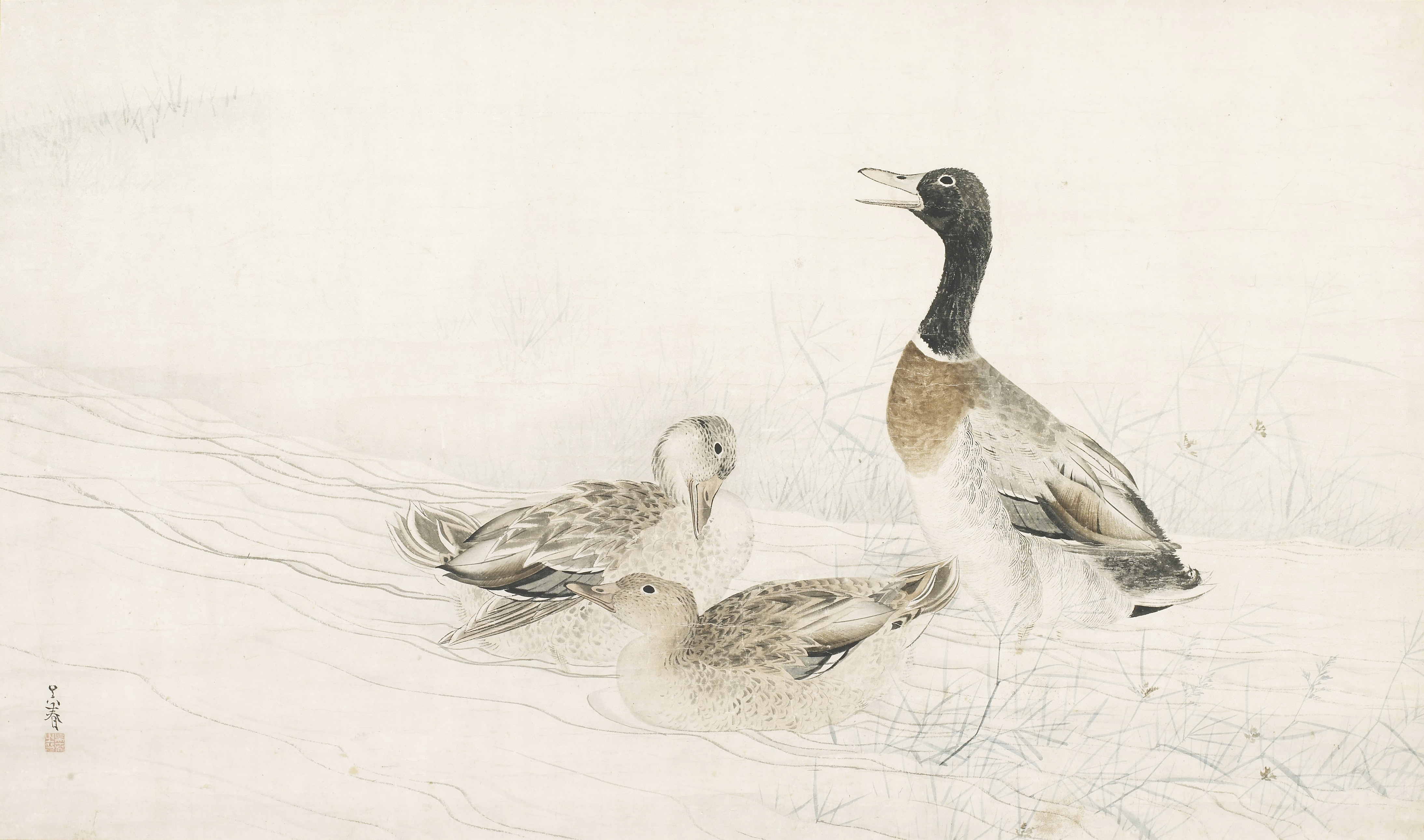
Goshun: Gänse
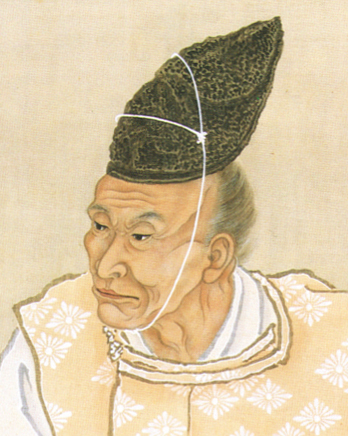
Ganku: selbst (Ausschnitt)